# Рикардињо (фудбалер, 1989)
Рикардо Кавалканте Мендес (Сао Пауло, 4. септембар 1989), познат као Рикардињо, је бразилски фудбалер. Игра на позицији офанзивног везног играча.

## Каријера
Рикардињо је поникао у локалном Санто Андреу, одакле је после отишао у Моги Мирим, пре него што се 2011. преселио у Пољску. Тамо је наступао најпре за Горњик из Лечне, затим за Вислу из Плоцка а потом и за Лехију из Гдањска.
У јуну 2013. је потписао уговор са Шерифом из Тираспоља. У Молдавији је за три сезоне, изузимајући ону на позајмици у Ал-Шарџану, на 114 одиграних утакмица постигао 51 гол и забележио 22 асистенције. У сезони 2016/17. је предводио свој тим до дупле круне са 15 погодака и 14 асистенција, на 27 сусрета.
У јуну 2017. је потписао двогодишњи уговор са Црвеном звездом, али је након само једне полусезоне исти споразумно раскинут. Рикардињо је у црвено-белом дресу одиграо десет утакмица, од тога - шест у Европи, три у Суперлиги Србије где је забележио и један погодак, против Јавора у Ивањици и један у Купу.
У јануару 2018. је потписао за тадашњег руског премијерлигаша Тосно, са којим у мају исте године освојио Куп Русије. У лето 2018. се враћа у Вислу из Плоцка, и ту проводи наредних годину и по дана. У јануару 2020. прелази у екипу Кор Фахан из Уједињених Арапских Емирата. У фебруару 2021. се вратио у Пољску и потписао за друголигаша Лођ. Наредних годину и по дана је провео у Лођу. У марту 2023. се вратио у Шериф из Тираспоља.

## Трофеји
Шериф
- Првенство Молдавије (2) : 2013/14, 2016/17.
- Куп Молдавије (2) : 2014/15, 2016/17.
- Суперкуп Молдавије (1) : 2015.

Тосно
- Куп Русије (1) : 2017/18.